# 拉默德拉基耶尔
拉默德拉基耶尔（法語：La Meurdraquière，法語發音：[la mœʁdʁakjɛʁ]）是法国芒什省的一个市镇，属于库唐斯区。

## 地理
拉默德拉基耶尔（48°50'57"N, 1°24'32"W）面积7.6 平方千米，位于法国诺曼底大区芒什省，该省份为法国西北部沿海省份，西、北、东北三面环大西洋，东起顺时针与卡爾瓦多斯省、奧恩省、马耶讷省和伊勒-维莱讷省接壤。
与拉默德拉基耶尔接壤的市镇（或旧市镇、城区）包括：韦尔、埃基伊、福利尼、勒洛勒尔、圣索沃尔拉波姆赖、谢讷河畔加夫赖。

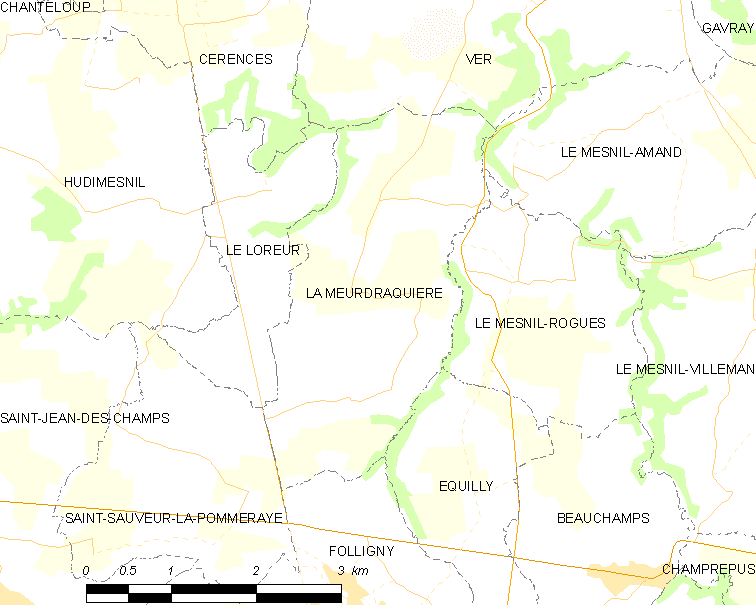
拉默德拉基耶尔的OSM定位图

拉默德拉基耶尔的时区为UTC+01:00、UTC+02:00（夏令时）。

## 行政
拉默德拉基耶尔的邮政编码为50510，INSEE市镇编码为50327。

## 政治
拉默德拉基耶尔所属的省级选区为布雷阿勒县。

## 人口

1962-2008年间拉默德拉基耶尔人口变化图示

拉默德拉基耶尔于2022年1月1日时的人口数量为195人。